# La Rotta (Pontedera)
La Rotta is een plaats (frazione) in de Italiaanse gemeente Pontedera.